# Tatzelwurm
Tatzelwurm er i alpin overtro et mystisk væsen, der ligner et firben, ofte med et kattehoved og en slangelignende krop. Væsenet, der ifølge overtroen skulle holde til i Alperne, skulle være giftigt, eller have evne til at angribe med sin giftige ånde. Anektdoter om mødet med væsenet kan findes i forskellige egne af Alperne, hvor vææsenet også kaldes Stollenwurm, Springwurm, Praatzelwurm og på fransk Arassas. I Bayern og dele af Østrig kendes væsenet som Tatzelwurm, og som Bergstutz i dele af Tyrol og i regionen omkring Salzburg.
Væsenet skulle udstede en skrigende, fløjtende eller hvæsende lyd.